# ريتشارد ويتني
ريتشارد ويتني (بالإنجليزية: Richard Whitney)‏ هو مصرفي أمريكي، ولد في 1 أغسطس 1888 في بوسطن في الولايات المتحدة، وتوفي في 5 ديسمبر 1974 في فار هيلز في الولايات المتحدة.